# Limena
Limena é uma comuna italiana da região do Vêneto, província de Pádua, com cerca de 6.842 habitantes. Estende-se por uma área de 15 km², tendo uma densidade populacional de 456 hab/km². Faz fronteira com Curtarolo, Padova, Piazzola sul Brenta, Vigodarzere, Villafranca Padovana.

## Demografia
| Variação demográfica do município entre 1861 e 2011                               |
|                                                                                   |
| Fonte: Istituto Nazionale di Statistica (ISTAT) - Elaboração gráfica da Wikipedia |